# Call Me Maybe
Call Me Maybe è un singolo della cantante canadese Carly Rae Jepsen, pubblicato il 20 settembre 2011 come primo estratto dal secondo EP Curiosity.

## Descrizione
Il brano è stato scritto da Tavish Crowe, Carly Rae Jepsen e Josh Ramsay e prodotto da quest'ultimo. Il brano è contenuto anche nel secondo album in studio Kiss, la cui pubblicazione è avvenuta il 18 settembre 2012.

### Prima della pubblicazione
Call Me Maybe è stata inizialmente scritta e composta da Jepsen e Tavish Crowe come una canzone folk, mentre erano in tour. Jepsen ha dichiarato che il processo di scrittura è stato facile, e che non era "sovrappensiero". Josh Ramsay ha apportato successivamente modifiche al brano, rendendolo più pop. Nei giorni seguenti, Carly Rae Jepsen ha registrato la traccia agli Umbrella Studios di Richmond, in Canada. La cantante ha dichiarato che il brano rappresenta fondamentalmente un "luogo comune"; "quante persone vogliono provare ad avere un approccio con un'altra ma sono spaventate e si bloccano? A me è successo". Call Me Maybe è stato pubblicato prima in Canada attraverso l'etichetta discografica 604 Records il 20 settembre 2011.

A gennaio 2012, i cantanti pop Justin Bieber e Selena Gomez sono stati nel Paese e hanno sentito il brano ad una radio locale. Dopo che i due hanno scritto su Twitter del brano sui loro profili personali, Jepsen ha guadagnato subito l'attenzione internazionale, e così ha ottenuto un contratto da Scooter Braun per la Schoolboy Records. Braun ha rivelato in seguito che Bieber non ha mai promosso un artista come la canadese prima: 
La distribuzione internazionale del singolo è avvenuta tramite l'etichetta discografica Interscope Records.

## Composizione
Scritta da Jepsen e Crowe, con la produzione aggiuntiva di Josh Ramsay e Redfoo, Call Me Maybe è un brano allegro che attinge influenze dalla dance-pop e dalla disco music. Per quanto riguarda il testo, la canzone descrive la "infatuazione e l'inconvenienza di un amore a prima vista", come descritto da Bill Agnello di About.com. Prima del ritornello, Jepsen afferma come si diventi improvvisamente attratti da una persona, cantando, "Il tuo sguardo era fisso, i jeans strappati, si vedeva la pelle / Una notte calda, il vento soffiava / Dove pensi di andare, baby?". Quando il coro inizia, la melodia viene incorporata da accordi di archi sintetizzati e Jepsen spiega che i suoi sentimenti verso il ragazzo sono inaspettati: "Hey, ti ho appena incontrato, ed è folle, ma eccoti il mio numero, magari chiamami".

## Critica
Call Me Maybe ha ricevuto recensioni generalmente positive da parte della critica musicale. Bill Agnello di About.com ha dichiarato che Carly Rae Jepsen sia una delle novità migliori del panorama musicale canadese, e ha aggiunto che il brano "è il tipo di canzone pop che i fan avranno a cuore". Melody Lau del Rolling Stone ha scritto che Call Me Maybe è "un brano in cui Taylor Swift incontra Robyn" e lo ha definito come "molto dolce con una melodia dance-pop", mentre Kat George di VH1 l'ha descritta come una melodia eurodance ed ha affermato che se Jepsen "continuasse a sfornare piccole canzoncine come Call Me Maybe, saremmo di fronte a una novità estiva".
Emma Carmichael di Gawker ha fatto una lunga recensione sulla traccia, che ha descritto come "la nuova canzone pop perfetta", "impeccabile" e che "chiunque sarebbe praticamente incapace di sfuggire alle sonorità disco del brano". Nicole James di MTV ha rivelato che Call Me Maybe è probabilmente la canzone più orecchiabile che abbia mai sentito. Jon O'Brien di AllMusic ha affermato che i brani di Curiosity, album dove è contenuta Call Me Maybe, fanno eco al periodo giovanile di Britney Spears e Christina Aguilera, e ha aggiunto che il brano è una miscela di teen pop e synth pop.
Tiffany Lee di Yahoo! Music ha considerato il brano come un possibile tormentone estivo, e ha aggiunto che Call Me Maybe ha "un buon ritmo, melodia, atmosfera e testo orecchiabili, qualcosa che si può ascoltare in qualsiasi occasione". Jon Caramanica del The New York Times ha scritto che la canzone è "fresca e dolce ed ha un perfetto arrangiamento".

## Successo commerciale
Il singolo è risultato, con 18 milioni copie vendute, il più venduto del 2012, venendo anche certificato diamante negli Stati Uniti il 5 ottobre 2016 per aver venduto più di 10 milioni di copie. Il fattore che ha contribuito a renderlo famoso è stato lo scambio di opinioni sul brano sul social network Twitter tra Justin Bieber e Selena Gomez. Questo ha permesso al video di diventare in breve tempo virale e di essere cliccato oltre 1 miliardo di volte su YouTube.
Il brano ha permesso alla cantante di ricevere numerosi premi, tra cui "Miglior artista MTV Push" e "Miglior canzone" agli MTV Europe Music Awards 2012 e "Canzone dell'estate" ai Teen Choice Awards del 2012. Il video del singolo è stato candidato agli MTV Video Music Awards 2012 come "Miglior video di un artista emergente".
Call Me Maybe è stato, fino a fine agosto 2012, il secondo singolo più venduto nel mondo con ben 7 700 000 copie vendute, superato solo da Somebody That I Used to Know del cantautore belga Gotye (9 000 000 copie). Durante il 2012, Call Me Maybe ha venduto oltre 12,5 milioni di copie, sorpassando le vendite di Somebody That I Used to Know e risultando così il singolo più venduto dell'anno e uno dei più venduti di sempre.

### Australia
Call Me Maybe è entrato alla 39ª posizione della ARIA Charts Singles Top 50, risultando essere l'unica new entry della settimana in questione. Due settimane dopo, il singolo entra in top 10, al 3º posto. Superando We Are Young dei Fun., Call Me Maybe raggiunge il primo posto e viene certificato disco d'oro con oltre 35 000 download digitali venduti dalla Australian Recording Industry Association. Dopo cinque settimane al primo posto, viene superato dal singolo Whistle del rapper statunitense Flo Rida, scendendo così alla 2ª posizione. Nonostante ciò, il brano continua a vendere sul territorio riuscendo a superare le 630 000 copie, ricevendo così il nono disco di platino e diventando uno dei singoli più venduti in Australia.

### Canada

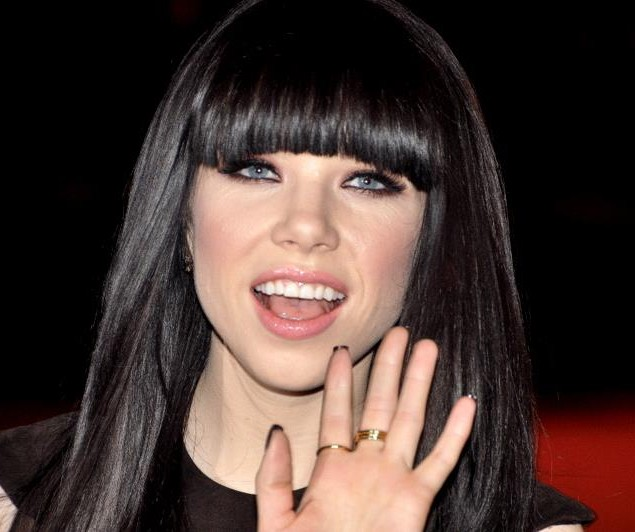
Carly Rae Jepsen, autrice del brano, nel 2013

Call Me Maybe ha debuttato nella Billboard Canadian Hot 100 alla 97ª posizione, per poi salire all'81ª la settimana seguente. Nella sua quattordicesima settimana di presenza, Call Me Maybe è entrato in top 10, occupando il nono posto. La settimana seguente, il brano è salito al 4º posto e poi ha occupato il gradino più basso del podio. Superando We Found Love di Rihanna, Call Me Maybe è riuscito a raggiungere il primo posto, mantenendolo per due settimane consecutive. È stato, infatti, superato da Give Me All Your Luvin' di Madonna prima e Part of Me di Katy Perry poi.
Dopo due settimane, Call Me Maybe ha riconquistato il primato per altre due settimane, arrivando ad un totale di un mese (non consecutivo) al primo posto. È stato definitivamente superato da Wild Ones del rapper statunitense Flo Rida. Grazie al singolo Call Me Maybe, Carly Rae Jepsen è diventata la quarta artista canadese ad aver raggiunto il primo posto della classifica ufficiale canadese dei singoli più venduti. Il 22 novembre 2012, Call Me Maybe è stato certificato sette volte disco di platino per gli oltre 560 000 download digitali venduti dalla Canadian Recording Industry Association.

### Francia
Call Me Maybe ha debuttato al 200º posto nella classifica del 31 marzo 2012. Un mese dopo, Call Me Maybe è entrato in top 10, al 6º posto con 5 352 copie vendute. Dopo sei settimane in top ten, il singolo è riuscito a raggiungere il primato con 9 224 copie vendute in una settimana. Nonostante un incremento delle vendite del 3% (9 539 copie), il singolo ha ceduto il primato a Tacatà dei Tacabro, stabilendosi al secondo posto. La settimana seguente, Call Me Maybe riconquista il primo posto e lo mantiene per sette settimane consecutive vendendo in questo periodo di tempo 58 137 copie. Con un decremento dell'11% e una vendita pari a 6 152 copie, Call Me Maybe non riesce a stare per l'ottava settimana consecutiva alla prima posizione e perciò è sceso al secondo posto, rimanendo stabile anche la settimana seguente (5 493 copie, -11%).
Con un incremento delle vendite del 59% ed una vendita pari a 8 725 copie, Call Me Maybe è ritornato ad occupare il primo posto per la nona settimana non consecutiva. La settimana seguente, con un ulteriore incremento delle vendite del 5% (9 132 copie), il singolo è rimasto stabile al primo posto. La settimana successiva, il singolo ha registrato la più alta vendita settimanale dalla pubblicazione (9 696 copie, più 6%), mantenendo il primato. La settimana seguente, Call Me Maybe è sceso nuovamente alla seconda posizione con un decremento delle vendite del 18% (7 968). Il singolo ha complessivamente venduto 228 800 copie nel territorio francese.

### Italia
Call Me Maybe ha debuttato all'87ª posizione nella classifica ufficiale italiana nella settimana che raccoglie i dati di vendita dal 30 aprile al 6 maggio 2012. La settimana seguente, il singolo ha guadagnato ventotto posizioni, salendo alla 59ª. Il brano ha continuato a salire in classifica, raggiungendo, un mese e mezzo dopo, la top 20, stabilendosi al diciannovesimo posto. La settimana successiva è salito ancora all'undicesima posizione e, la settimana successiva, è arrivato al 5º posto. Nel contempo, la Federazione Industria Musicale Italiana ha reso noti i cento singoli più scaricati nel primo semestre del 2012 e Call Me Maybe occupava l'85º posto.
La settimana seguente, il singolo sale al terzo posto e il 24 luglio 2012 Call Me Maybe è stato certificato disco d'oro con oltre 15 000 download digitali. È salito ancora, raggiungendo la 2ª posizione (la massima raggiunta). Call Me Maybe viene prima certificato disco di platino (21 agosto 2012) per avere venduto oltre 30 000 copie e successivamente multiplatino (2 ottobre 2012) per le 60 000 copie distribuite secondo la Federazione Industria Musicale Italiana.

### Regno Unito
Call Me Maybe ha debuttato direttamente alla prima posizione della classifica britannica vendendo 106 657 copie nella sua prima settimana. Il singolo è rimasto in vetta per altre tre settimane consecutive e ha venduto, in un mese, 434 430 copie nel Regno Unito. Oltre al mese al primo posto, Call Me Maybe è rimasto per due mesi consecutivi sul podio. A inizio luglio, è stato reso noto che il singolo è stato il secondo più venduto nel primo semestre dell'anno con 850 000 copie vendute, secondo i dati raccolti dalla Official Charts Company. Due settimane dopo, Call Me Maybe ha raggiunto le 900 000 copie cumulative. Il singolo è risultato essere il 2º più venduto nel corso del 2012, secondo i dati forniti dalla Official Charts Company, con un totale di 1 143 000 copie distribuite.

### Stati Uniti d'America

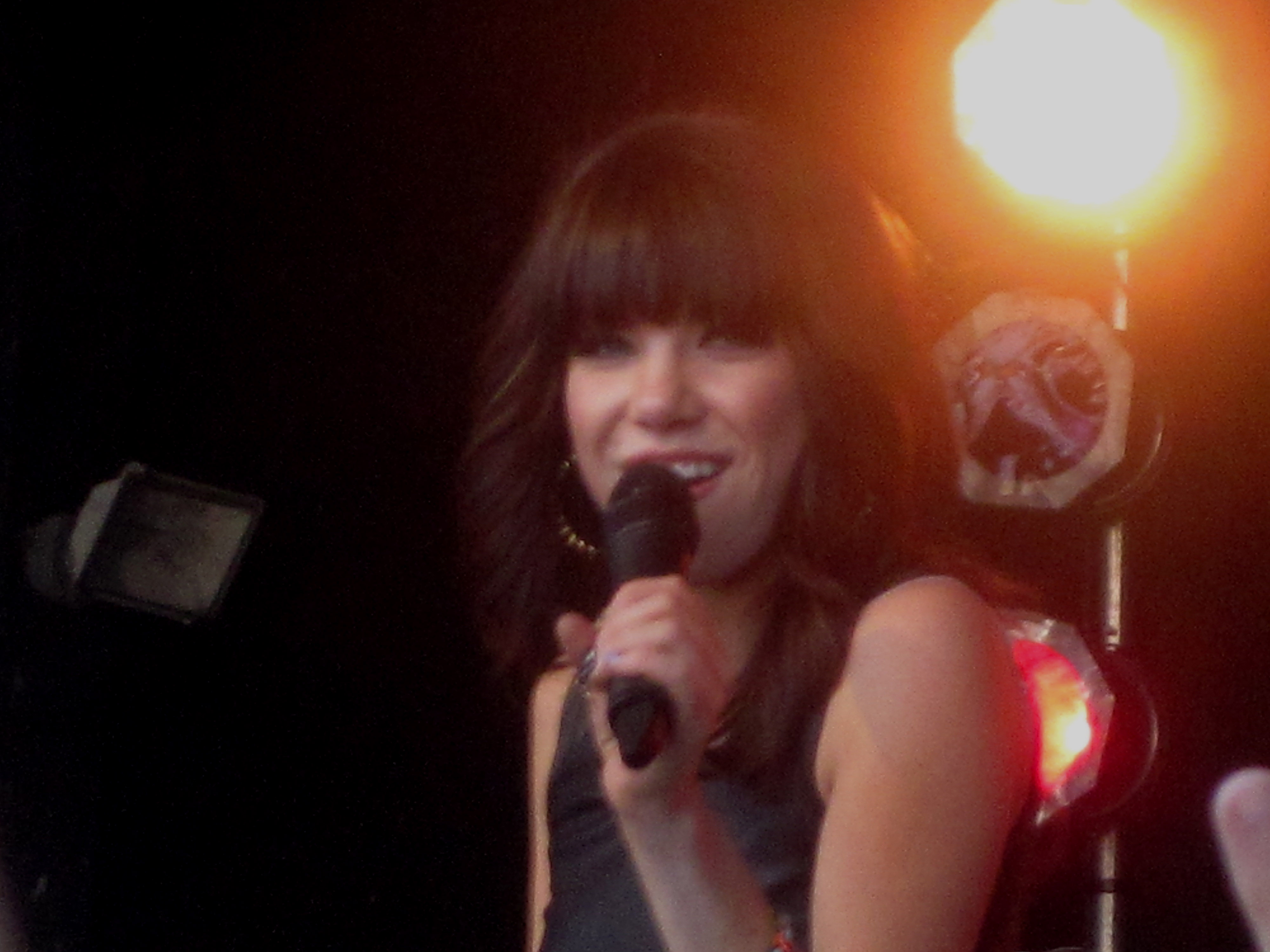
Carly Rae Jepsen canta al Red River Ex nel 2012

Call Me Maybe ha fatto il suo ingresso nella Billboard Hot 100 alla 38ª posizione, per poi salire alla 31ª la settimana seguente. Nella Hot Digital Songs, il singolo è salito dal tredicesimo all'ottavo posto, entrando nella top 10. È sceso poi al 9º posto (123 000 copie, -4%). Call Me Maybe ha mantenuto la stessa posizione con altre 138 000 copie vendute per un'altra settimana, per poi salire al settimo posto (182 000 copie, +32%). È salito ancora alla 6ª posizione con altre 216 000 copie vendute (+19%). Vendendo altre 227 000 copie, Call Me Maybe è salito al quinto posto e ha mantenuto tale posizione anche la settimana seguente (221 000 copie, -3%).
È riuscito ad arrivare sul gradino più basso del podio la settimana successiva, vendendo altre 221 000 copie (più 1%) ed è rimasto stabile anche le due settimane seguenti con 210 000 (-5%) e 234 000 (+12%) copie vendute ciascuna settimana. Call Me Maybe ha raggiunto il primo posto detenendolo per due mesi consecutivi vendendo, in otto settimane, 2 224 000 copie. Il singolo, con un decremento delle vendite del 17% (203 000 copie), è sceso al secondo posto cedendo il primato a Wide Awake di Katy Perry. Anche nella Billboard Hot 100, Call Me Maybe, nella settimana del 23 giugno 2012, ha raggiunto il primo posto. È stato, inoltre, il terzo singolo più scaricato nel primo semestre del 2012, secondo i dati forniti da Nielsen SoundScan, con una vendita pari a 4 064 000 download digitali. A febbraio 2013, le vendite del singolo vengono stimate a 6 700 000 copie.

## Video musicale
Il videoclip è stato scritto e diretto da Ben Knechtel ed è stato pubblicato su VEVO il 9 dicembre 2011. Secondo Knechtel, la decisione principale era quella di "fare una sorpresa nel finale" cercando di rivoluzionare la classica storia della "ragazza che si mette col ragazzo". È uno dei video che ha ottenuto la certificazione Vevo.
Il video inizia con la Jepsen che spia il suo vicino (interpretato da Holden Nowell) mentre sta tagliando l'erba del giardino; si sposta poi con la sua band nel suo garage e i suoi compagni la spingono ad andare a lavare l'auto. Lei cerca di catturare l'attenzione del suo vicino con varie pose ma scivola dal cofano della sua auto. Il vicino l'aiuta ad alzarsi e così, pensando di averlo finalmente conquistato, la ragazza prende un bigliettino per lasciargli il suo numero; in quel momento, però, lui va dal chitarrista della band e gli lascia il suo con uno sguardo ammiccante e la Jepsen rimane delusa dal fatto che il suo vicino sia omosessuale. Il video su YouTube è stato cancellato, ma da allora è stato nuovamente caricato il 1º marzo 2012. Il video si è aggiudicato tre nomination ai MuchMusic Video Awards nelle categorie "Video preferito", "Video pop dell'anno" e "Video dell'anno".

## Esibizioni dal vivo
Carly Rae Jepsen ha eseguito Call Me Maybe in diverse occasioni. Ha fatto il suo debutto televisivo negli Stati Uniti al programma The Ellen DeGeneres Show. In quest'occasione, ha cantato insieme a Justin Bieber. Il 26 marzo 2012, Jepsen sì è esibita allo show mattutino WBBM-FM a Chicago, cantando due brani del suo EP, Call Me Maybe e Curiosity.
La cantante ha anche eseguito una versione acustica della canzone allo show KISS 92,5. Il 2 maggio 2012, Carly Rae Jepsen ha cantato Call Me Maybe al celebre show australiano Sunrise. Il 20 maggio 2012, Jepsen ha eseguito la traccia anche ai Billboard Music Awards 2012. Il 9 giugno 2012, Jepsen ha eseguito il brano con Justin Bieber al Wembley Stadium di Londra. Il 22 luglio 2012, Carly Rae Jepsen ha cantato Call Me Maybe ai Teen Choice Awards 2012; nella serata ha anche ottenuto il premio Song of the Summer per il brano esibito nel corso della serata.

## Cover
Visto il grande successo mondiale del brano, sono state cantate numerose cover. Il sito web di informazione ed opinioni statunitense, The Daily Beast, ha stilato una classifica delle reinterpretazioni meglio e peggio riuscite del brano Call Me Maybe. Positivamente è stata giudicata la cover del pupazzo Cookie Monster, star del programma televisivo Sesame Street, intitolata Share It Maybe mentre negativamente quella di Tay Zonday per via delle sue scarse capacità canore.
Anche gli esponenti della politica statunitense, hanno voluto proporre la loro cover del brano, Colin Powell, ex segretario di Stato degli Stati Uniti d'America, ha cantato il ritornello allo show mattutino statunitense CBS Morning News. Anche il presidente degli Stati Uniti d'America, Barack Obama è stato inconsapevole protagonista di un montaggio di suoi discorsi sulle note di Call Me Maybe, diventando la cover più popolare con oltre 36 000 000 di visualizzazioni al 29 marzo 2013 su YouTube, seguita dalla versione live del cantautore britannico Ben Howard, ferma a più di 8 000 000.
Anche la cantautrice e attrice statunitense Katy Perry ha proposto una sua versione del brano, così come il gruppo musicale indie rock statunitense Fun..
La canzone è stata interpretata anche dal cast di Glee nel primo episodio della quarta stagione della fortunata serie televisiva. Su iTunes, sono state messe in vendita numerose cover del brano. Tra queste, quella di Tiffany Alvord (3 marzo 2012), Megan Nicole (23 marzo 2012) e Alex Goot, Dave Days & Chad Sugg (15 aprile 2012).

## Tracce
Download digitale
1. Call Me Maybe – 3:13

CD singolo
1. Call Me Maybe – 3:13
2. Both Sides Of You – 3:53

Remix
1. Call Me Maybe (Manhattan Clique Remix) – 5:56
2. Call Me Maybe (Almighty Club Mix) – 6:58
3. Call Me Maybe (10 Kings .VS. Ollie Green Remix) – 3:08
4. Call Me Maybe (Coyote Kisses Remix) – 4:46

## Classifiche

### Classifiche settimanali
| Classifica (2012) | Posizione massima |
| ----------------- | ----------------- |
| Australia         | 1                 |
| Austria           | 3                 |
| Belgio (Fiandre)  | 2                 |
| Belgio (Vallonia) | 2                 |
| Canada            | 1                 |
| Danimarca         | 1                 |
| Finlandia         | 1                 |
| Francia           | 1                 |
| Germania          | 3                 |
| Irlanda           | 1                 |
| Italia            | 2                 |
| Lussemburgo       | 1                 |
| Norvegia          | 3                 |
| Nuova Zelanda     | 1                 |
| Paesi Bassi       | 2                 |
| Regno Unito       | 1                 |
| Repubblica Ceca   | 1                 |
| Scozia            | 1                 |
| Slovacchia        | 1                 |
| Spagna            | 7                 |
| Stati Uniti       | 1                 |
| Svezia            | 2                 |
| Svizzera          | 1                 |
| Ungheria          | 3                 |

### Classifiche di fine anno
| Classifica (2012) | Posizione |
| ----------------- | --------- |
| Australia         | 1         |
| Austria           | 6         |
| Belgio (Fiandre)  | 6         |
| Belgio (Vallonia) | 5         |
| Canada            | 5         |
| Danimarca         | 6         |
| Finlandia         | 9         |
| Francia           | 3         |
| Germania          | 6         |
| Giappone          | 8         |
| Irlanda           | 5         |
| Italia            | 7         |
| Nuova Zelanda     | 1         |
| Paesi Bassi       | 6         |
| Polonia           | 8         |
| Regno Unito       | 2         |
| Spagna            | 16        |
| Stati Uniti       | 2         |
| Svezia            | 8         |
| Svizzera          | 5         |

### Classifiche di fine decennio
| Classifica (2010-19) | Posizione |
| -------------------- | --------- |
| Stati Uniti          | 13        |

### Classifiche di fine secolo
| Classifica (2000-2024) | Posizione |
| ---------------------- | --------- |
| Stati Uniti            | 25        |

### Classifiche di tutti i tempi
| Classifica (1958-2021) | Posizione |
| ---------------------- | --------- |
| Stati Uniti            | 56        |